# Koeleria glauca
Koeleria glauca là một loài thực vật có hoa trong họ Hòa thảo. Loài này được (Spreng.) DC. mô tả khoa học đầu tiên năm 1813.

## Hình ảnh

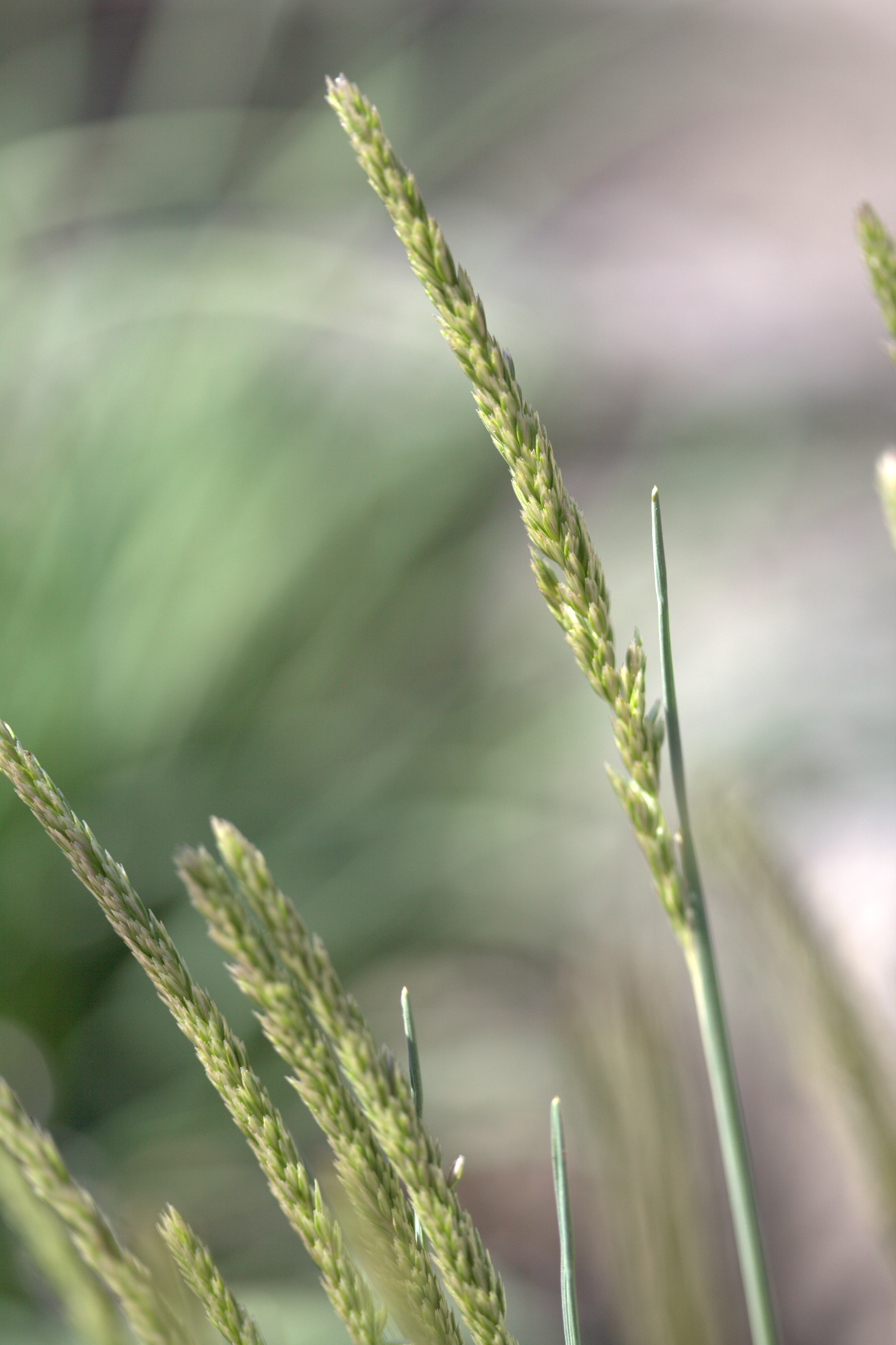
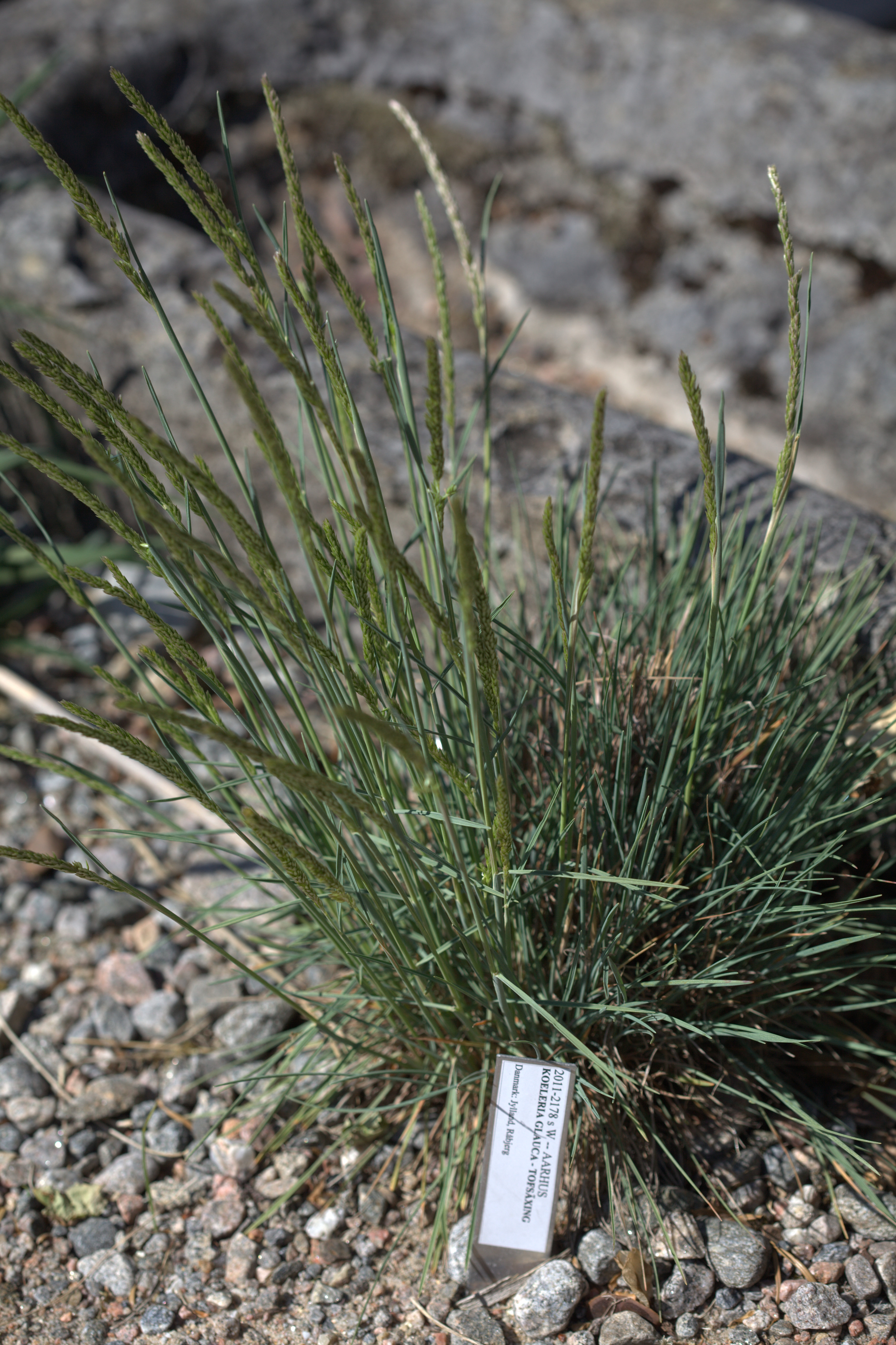
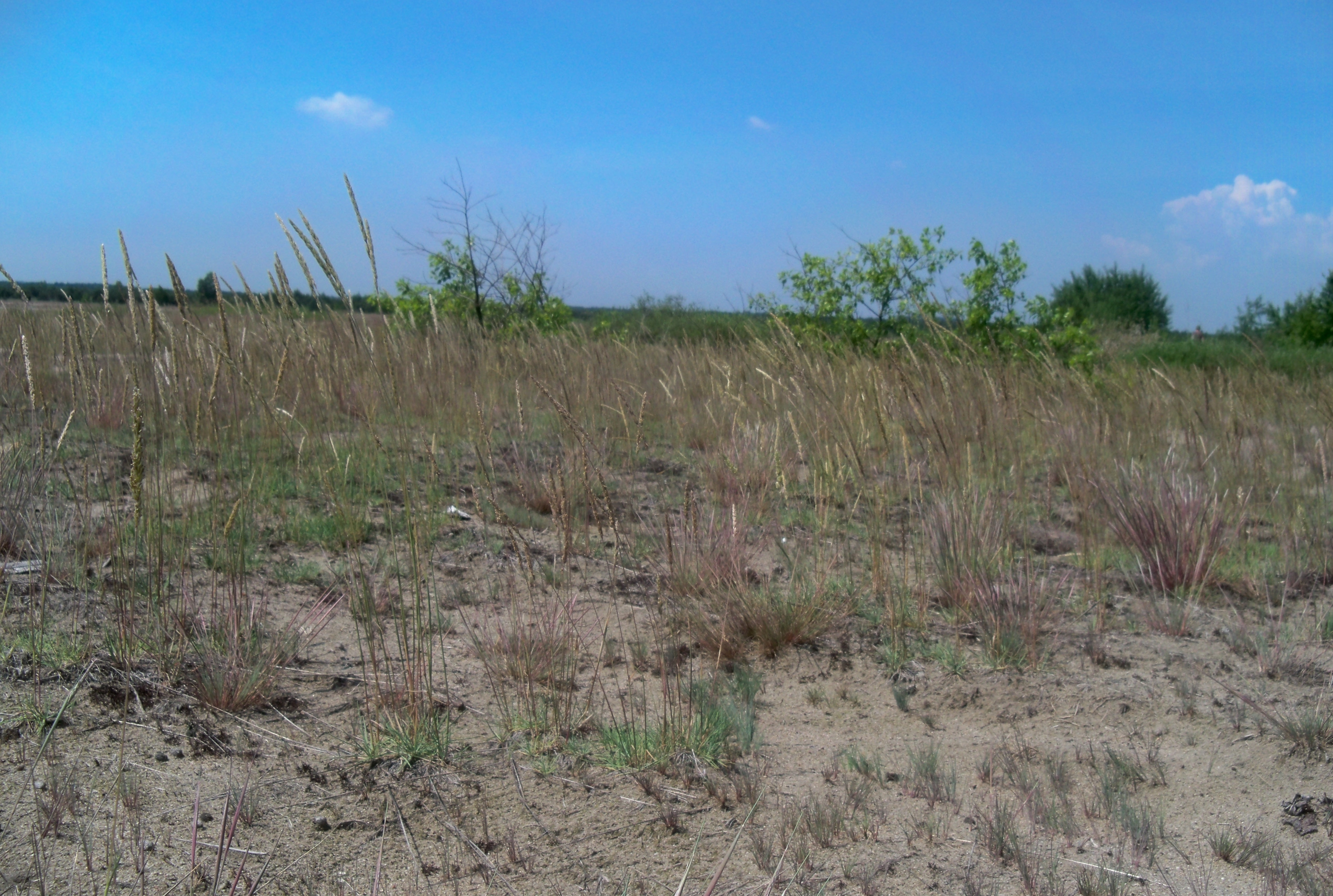
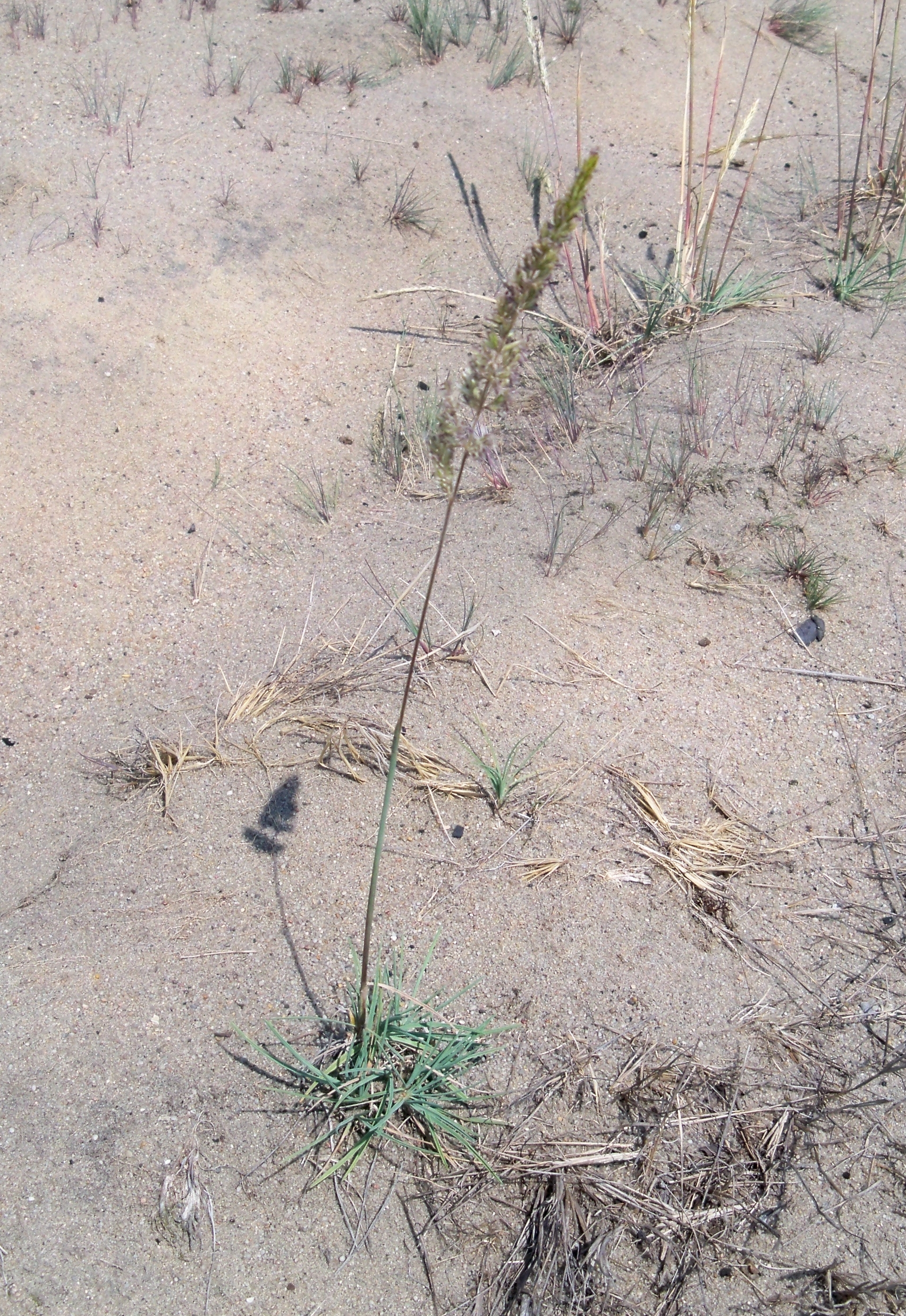